# Igor Jakuszenko
Igor Wasiljewicz Jakuszenko (ros. Игорь Васильевич Якушенко; ur. 15 kwietnia 1932 w Moskwie, zm. 8 marca 1999 tamże) – radziecki kompozytor. Zasłużony Działacz Sztuk RFSRR (1982).

## Wybrana muzyka filmowa
- 1964: Kogut i farby
- 1965: Wowka w Trzydziewiętnym Carstwie
- 1977: Zajączek i mucha